# 木綿街道
木綿街道（もめんかいどう）は、島根県出雲市平田町（旧平田市）に存在する町並みのことである。

## 名称
「木綿街道」の名称が使用されるようになった時期は明確ではないが、2001年に行われたイベントから地域住民によって呼称されるようになったと考えられている。江戸時代には「松江杵築往還」の一部であり、松江市と出雲大社を結ぶ道路の一つであった:40-41。

## 歴史

妻入り建築はこの画像の右側に建物の正面がある

江戸時代にこの地域においては綿の生産が盛んであり、「雲州平田木綿」として大坂市場に運送されていた。これの積出港として宍道湖とこれに連なる雲州平田船川、そして川に面した「掛出（）」が活用されており、妻入りの商業建築を代表とした景観が形成された。明治時代に入り、綿生産は衰退したものの代わりに製糸業が発達し、昭和時代にこれも衰退したのちも、醸造所の経営及びこれに関わる水運は続けられていたが、道路交通の発展や一畑電車北松江線の開通などにより水運も衰退した:42:85-86。

### 掛出
内田, 安部 & 伊藤 (2014)は「掛出」の役割について、地域住民の組織である木綿街道振興会の協力を得て調査を行った。掛出には地域住民で共有されていたものと私有のものの2種類が存在し、それぞれの特徴が存在した。
共有の掛出は通りと小道を介して接続されており、その小道は「岡屋」という木綿問屋に近しい場所のものには「岡屋小路」、油を扱う店舗に近しいものには「油屋小路」と、それに面する大店の名称が用いられていたものが多いとした。これらの共有の掛出は店舗の蔵と川を接続する用途のみならず、地域住民の洗い場としても活用されていたとした:87。
私有の掛出については、専らそれの所有者の利益のために使用されたが、維持管理も所有者の負担となっていた。そのため水運が衰退した現在では埋め立てが行われてしまっている場合がある。共有のものと比較して「うす庭」と呼称される土間空間が存在することもあり、時代の変遷によりうす庭と掛出の用途が変化しつつも生活空間の一部として使用されている:88。

## まちづくり
先述の通りかつては綿の舟運によって栄えた平田町周辺であるが種々の理由によって衰退し、発展とともに形成された特徴ある景観は失われていった。有馬, 中野 & 井上 (2012)は国土地理院が所蔵する空中写真を用いて、1947年と1976年、2012年の街並みの変化を調査した。その結果、1947年と1976年には大きな変化が見られないが1976年と2012年においては建物数そのものが減少し、特に妻入りの建築物については48棟から27棟と大きな減少が見られたということが明らかとなった:706。
このような状況の中において、地域住民と行政それぞれからまちづくりについて様々な行動が行われている。地域住民は2001年から「木綿街道振興会(2010年6月までは木綿街道商業振興会)」を組織し、住民主体のまちづくりを行っている。
出雲市は2004年に景観法が制定されたことを踏まえ、2006年9月27日に「出雲市景観まちづくり基本条例」を制定したうえで同年10月10日に景観法の定める景観行政団体となった。その後2008年3月に「出雲市景観計画」を策定し、定性的な建物種別ごとの景観規制を行った:44-46。

## アクセス
- 一畑電車北松江線雲州平田駅から徒歩10分